# Валдемар Датски
Валдемар Датски (1858 – 1939) е датски принц, свързан с най-новата история на България.

## Биография
Той е син на датския крал Кристиан IX, брат на британската кралица Александра Датска, на гръцкия крал Георгиос I и на руската императрица Мария Фьодоровна. Женен е за френската принцеса Мария Орлеанска, дъщеря на херцога на Шартър и племенничка на формалния наследник на френската корона.
Валдемар Датски е бил кандидат за българския трон още през 1879 г. по време на Първото велико народно събрание. Тогава обаче убедително е избран княз Александър Батенберг, не и без предварителните договорки между Русия и европейските Велики сили.
След абдикирането на княз Александър I Батенберг през 1886 г., на 29 октомври Валдемар Датски е избран от Третото велико народно събрание (ІІІ ВНС) за български княз. Под натиска на руския император Александър III обаче, принц Валдемар се отказва телеграфически от българската корона на 11 ноември. Както заявява съпругата му принцеса Мария, „нищо не би могло да ме накара да отида там“ (в България – б.р.). Продължителното безкняжие, заплашващо суверенитета на България, накарва ВНС да избере за княз компромисната кандидатура на Фердинанд I.
Принц Валдемар има четирима сина – принцовете Оге, Аксел, Ерик и Виго, и една дъщеря – принцеса Маргарита (омъжена за принц Рене Бурбон-Пармски). През първата половина на 20 век той е един от най-уважаваните представители на кралските династии в Европа, наричат го „Вуйчото на кралете“.